# Тищенко Олександр Васильович
Олександр Васильович Тищенко (* 29 липня 1961, Київ) — український музикант, композитор, співак, поет та продюсер. Засновник і соліст гурту Зимовий сад. Лауреат фестивалю Червона рута-89, «Ялта-90» та «Вільнюс-92», Заслужений артист України.

## Життєпис
Народився 29 липня 1961 року у Києві у родині музикантів. Батько — хоровий диригент, мати — оперна співачка.
З чотирьох років навчався у музичній школі № 5.
Закінчив Київське державне вище музичне училище імені Р. М. Глієра та Київську консерваторію імені П. І. Чайковського.
Працював музикантом академічного напрямку (піаністом, диригентом та композитором).
У квітні 1980 року з ініціативи Олександра Тищенка у Київському музичному училищі імені Глієра був заснований арт-роковий гурт «Зимовий сад». Професійну діяльність гурт «Зимовий сад» розпочав у Хабаровській філармонії, активно гастролюючи Сибіром та Далеким Сходом. Після того, як перший магнітоальбом випадково потрапив на західне радіо гурт звільнили з філармонії.
Олександр Тищенко очолив ВІА «Черемош» (Чернівці), а також заснував гурт «Елліпс», в якому була солісткою Ауріка Ротару.
У 1987 році при Донецькій філармонії Олександром був відроджений гурт «Зимовий сад», який у 1988 році переїхав у Київ. Гурт «Зимовий сад» став лауреатом фестивалю «Інтершанс-89» та третього місця на «Червоній руті-89» у Чернівцях. Гурт записав 4 альбоми, гастролював по Україні, Росії, Польщі, США та Канаді.
У 1990 році Олександр Тищенко тимчасово припиняє виступи у Зимовому саді і розпочинає сольну кар'єру. Як сольний музикант стає лауреатом багатьох фестивалів, серед яких «Ялта-90», «Вільнюс-92», Пісня року-97 (Москва), а також дипломантом «Слов'янського базару-92». Записав 8 аудіоальбомів та зняв 7 відеокліпів.
Як композитор Олександр Тищенко співпрацює із Т.Повалій, А. Ротару, І. Білик, І. Сказіною, Т. Житинським, Віталієм та Світланою Білоножками, Є. Власовою, О. Поляковою, Натанікою, І. Понаровською, САВА, А. Поповою, Д. Анін, Ніколь.
Його пісні були лауреатами багатьох фестивалів та конкурсів. Він лауреат рейтингу популярності Колесо фортуни-96, як найкращий композитор, аранжувальник та виконавець.
Автор музики до кінофільмів, мюзиклів.

На початку 1991 року працював над новим проектом американської співачки ДЕНІІН як композитор та аранжувальник.
Цього ж року був запрошений на перший конкурс краси після проголошення Незалежності України — «Прикарпатська Красуня — 91», який проходив в Івано-Франківську.
У 1995 році написав симфонічну ораторію «Доля» на слова Тараса Шевченка та зробив оркестрування та запис «Стрілецьких пісень» у виконанні академічної хорової капели імені Ревуцького.
Взимку 2014 року на студії «Зимовий сад» пише музику та записує пісню «Давай запалим, брате, наодинці», присвячену Небесній Сотні України, яка увійшла у документальний фільм режисера та автора слів пісні Мирослава Бойчука «Небесна Сотня Прикарпаття». 2015 року пісня здобуває Диплом переможця 15 Міжнародного телерадіофестивалю «Прем'єра пісні — 2015» у місті Буча.[джерело?]

## Дискографія
- Світ за склом (1991)
- Мы такие разные (1996)
- Следуй за мной (1998)
- Прима-балерина - романсы и вальсы (1999)
- Чекання (2004)
- Ночной альбом (2006)
- Пробач (2014)